# Kheshig
 (novembre 2020).
Si vous disposez d'ouvrages ou d'articles de référence ou si vous connaissez des sites web de qualité traitant du thème abordé ici, merci de compléter l'article en donnant les références utiles à sa vérifiabilité et en les liant à la section « Notes et références ».
La Kheshig (mongol : Khishig, Keshik, Keshichan pour « favorisé », « béni ») est la garde impériale de la royauté mongole dans l' Empire mongol, en particulier pour les dirigeants comme Gengis Khan et son épouse Börte. 

## Description
Son objectif principal était d'agir en tant que gardes du corps pour les empereurs et autres nobles importants. Il a été divisé en deux groupes : le gardien de jour (Torguud) et le gardien de nuit (Khevtuul). Il était distinct de l'armée régulière et n'allait pas se battre avec eux. Le commandant suprême s'appelait le Cherbi.